# 伊萬尼夫卡 (彼得羅巴甫利夫卡市鎮)
伊萬尼夫卡（烏克蘭語：Іванівка）是位於烏克蘭東部的村莊，由哈爾科夫州庫普揚斯克區的彼得羅巴甫利夫卡市鎮負責管轄。該村始建於1900年，面積0.66平方公里，海拔高度158米，2001年人口135，人口密度每平方公里203.6人。2024年6月9日，战争研究所表示，當地被俄羅斯佔領。